# 伊丽莎白·费里斯
伊丽莎白·费里斯（英語：Elizabeth Ferris，1940年11月19日—2012年4月12日），英国女子跳水运动员。她曾代表英国参加1960年夏季奥林匹克运动会跳水比赛，获得一枚铜牌。她也曾参加1961年夏季世界大学生运动会。